# Alexander Hamilton (Film)
Alexander Hamilton ist eine US-amerikanische Filmbiografie über den US-amerikanischen Politiker Alexander Hamilton mit George Arliss in der Hauptrolle aus dem Jahr 1931.

## Handlung
Alexander Hamilton ist der erste Finanzminister der USA und einer der engsten Vertrauten von Präsident George Washington. Er tritt vehement für einen starken Zentralstaat ein und macht sich damit viele Feinde im Kreis der US-Senatoren und der Revolutionäre. Während Hamilton vorschlägt, die Kriegsschulden über eine zentral erhobene Bundessteuer zu begleichen, und dazu parallel eine zentrale Notenbank gründen will, sind die Senatoren Thomas Jefferson und James Monroe strikt dagegen. Beide Seiten finden eine Verständigung in der Sache. Dafür stimmt Alexander Hamilton dem Plan zu, die neue Hauptstadt Washington ungefähr in der Mitte der Staaten am Potomac River zu gründen.
Die Handlung spitzt sich zu, als ein Senator es einfädelt, dass Alexander Hamilton, dessen Frau Betsy sich gerade für längere Zeit im Ausland befindet, von der Ehefrau eines ehemaligen Beschäftigten des nationalen Schatzamtes verführt wird. Die Sache führt zu einem Erpressungsversuch gegen Alexander Hamilton. Betsy steht jedoch zu ihm, und gemeinsam überstehen sie den Skandal.

## Hintergrund
George Arliss, der seine Bühnenlaufbahn bereits 1887 begann, hatte schon eine erfolgreiche Karriere im Stummfilm hinter sich. Mit dem Aufkommen des Tonfilms waren die meisten Filmstudios auf der Suche nach geeigneten Darstellern, die den Anforderungen des neuen Mediums gerecht werden konnten, und verpflichteten daher in großer Zahl Theaterschauspieler. 1928, im Alter von 61 Jahren, entschloss sich Arliss, ein finanziell sehr lukratives Angebot von 100.000 US-Dollar für drei Tonfilme von Warner Brothers anzunehmen. Für Disraeli war er auf der Oscarverleihung 1930 (November) mit dem Oscar als bester Darsteller ausgezeichnet worden. Als bedeutenden und prestigeträchtigen Star für Warner Brothers hatte George Arliss Anspruch auf den Zusatz Mister vor seinem Vornamen in sämtlichen Pressemitteilungen und Werbemaßnahmen des Studios. Eine vergleichbare Ehre erwies das Studio nur wenigen anderen Stars, darunter John Barrymore.
Die Adaption des erfolgreichen Theaterstücks Alexander Hamilton (1917) von Mary Hamlin und George Arliss, das einige Episoden aus dem Leben des schillernden ersten Finanzministers der USA zum Thema hatte, war eine dieser Produktionen, die dem Ansehen der Gesellschaft dienen sollten. George Arliss übernahm wie schon auf der Bühne die Hauptrolle, obwohl er mit 62 bereits über zwanzig Jahre älter war als Hamilton zum Zeitpunkt seines Todes nach einem missglückten Duell 1804. Insoweit wirken die Szenen mit der jungen Doris Kenyon, die seine Frau spielt – die echte Mrs. Hamilton war kaum jünger als ihr Mann – wenig überzeugend. Auch galt Alexander Hamilton in seiner Zeit als ausgesprochen gutaussehend und ihm wurden zahllose Affären nachgesagt.
Die Regie hatte John G. Adolfi, einer der engsten Vertrauten von Arliss und verantwortlich für fast alle Filme des Stars unter seinem laufenden Vertrag.

## Kinoauswertung
Mit Produktionskosten von 562.000 US-Dollar war Alexander Hamilton eine für Warner Brothers vergleichsweise teuere Produktion. An der Kinokasse erwies sich der Film als unpopulär und konnte am Ende auf ein Gesamteinspielergebnis von 586.000 US-Dollar verweisen.

## Kritik
Die New York Times schrieb sehr zuvorkommend über den Film und seinen Star:

„George Arliss feiert einen weiteren Triumph mit seiner Interpretation von Alexander Hamilton […] Er gibt eine gute, fein nuancierte Darstellung.“